# Vera de Spinadel

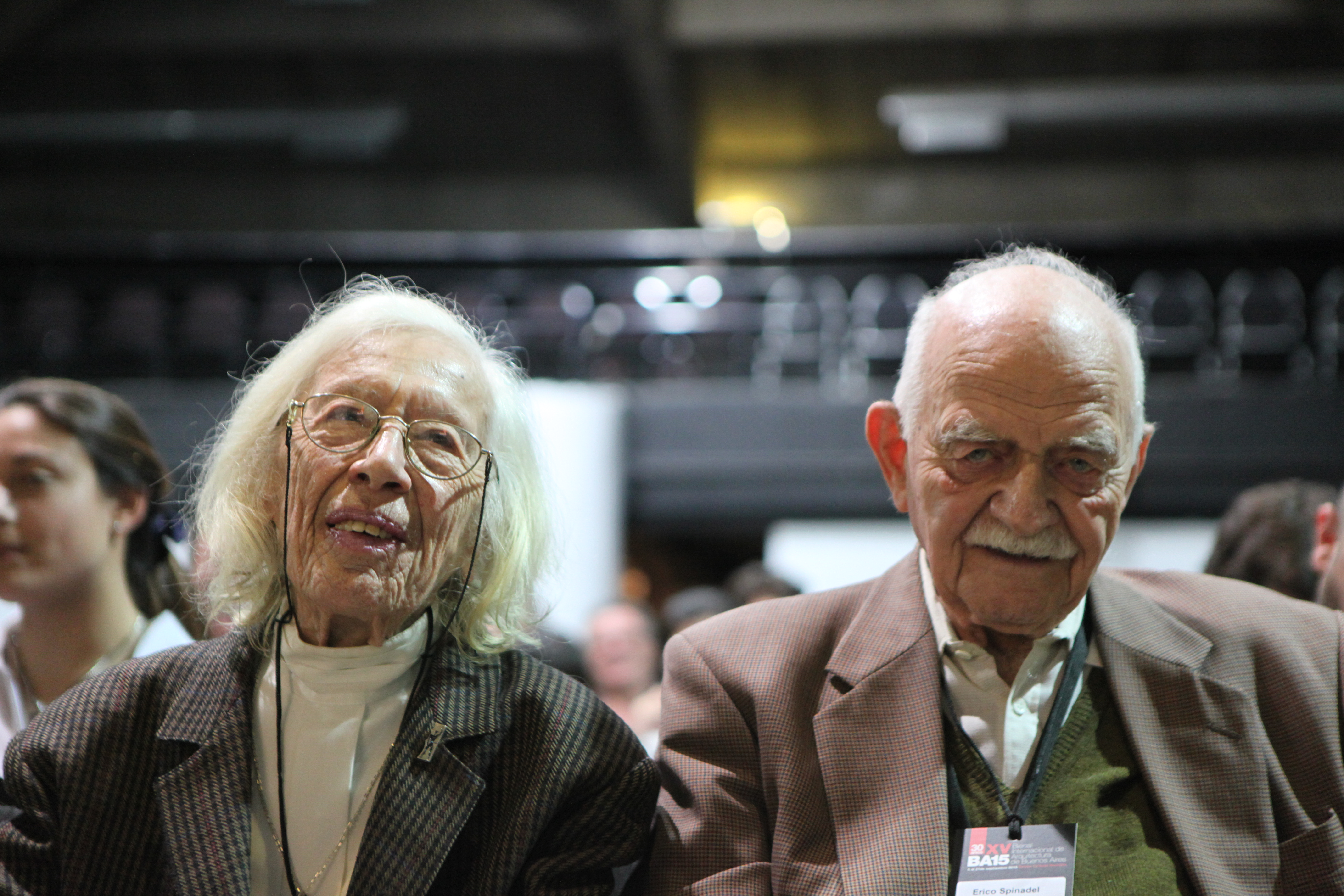
Vera de Spinadel e Erico Spinadel

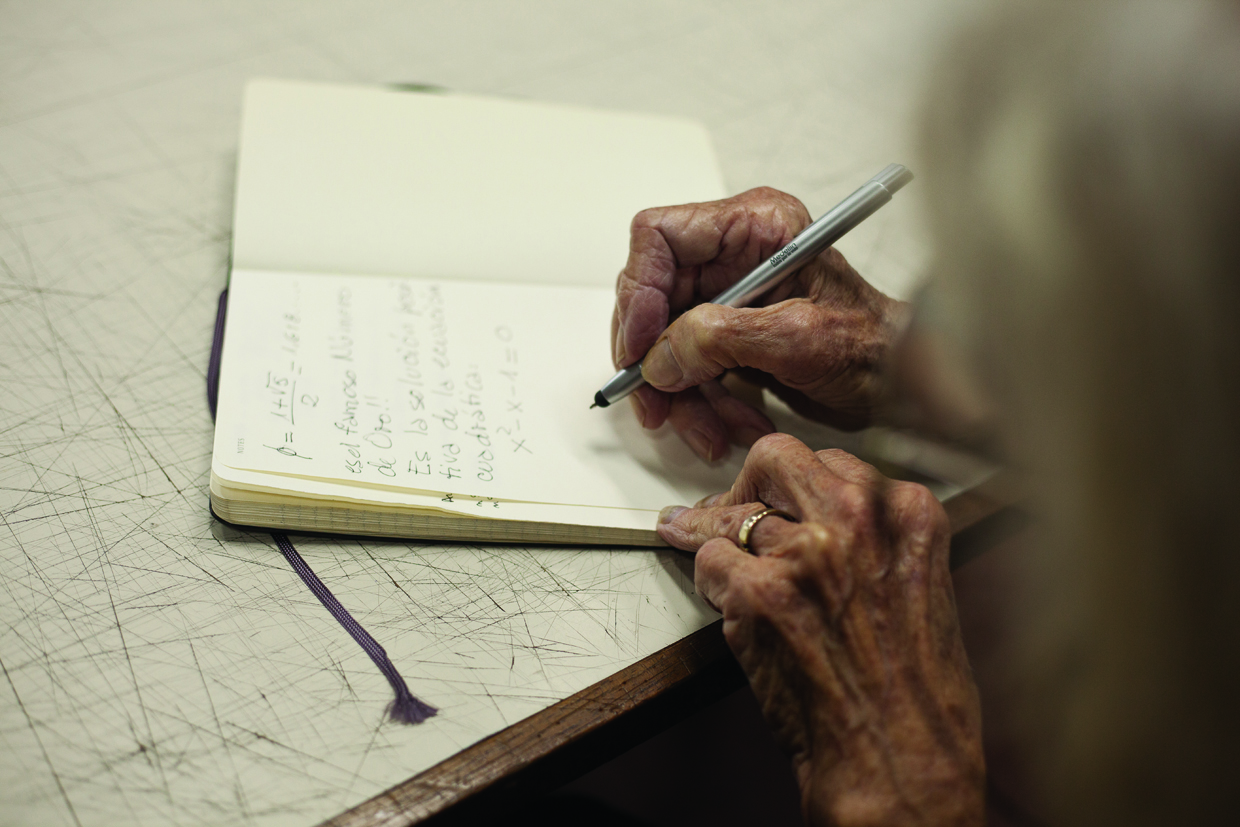
Vera de Spinadel, escrevendo

Vera Martha Winitzky de Spinadel (Buenos Aires, 22 de agosto de 1929 – Buenos Aires, 26 de janeiro de 2017) foi uma matemática argentina. Foi a primeira mulher a obter um doutorado em matemática na Universidade de Buenos Aires (UBA), em 1958. Em 1995 foi diretora do Centro de Matemática y Diseño (MAyDI). De 1998 até sua morte foi presidente da Asociación Internacional de Matemática & Diseño. Foi autora de mais de 10 livros e publicou mais de 100 artigos científicos.
Spinadel foi especialista na área de números metálicos e no desenvolvimento da proporção áurea, obtendo reconhecimento internacional.

## Livros
- From the Golden Mean to Chaos, Editorial Nueva Librería, Buenos Aires, Argentina, 260 pp. OCLC 246088542, 1998
- The Metallic Means and Design, Nexus II: Architecture and Mathematics. Editor: Kim Williams. Edizioni dell’Erba, ISBN 88-86888-13-9, 1998
- Del Número de Oro al Caos. Editorial Nobuko S. A., ISBN 987-43-5890-4, 2003
- Geometría Fractal, in collaboration with Jorge G. Perera and Jorge H. Perera, with CD with Images. Editorial Nobuko S. A., ISBN 987-1135-20-3, 2003
- From the Golden Mean to Chaos, Editorial Nobuko S. A. ISBN 987-1135-48-3, 2004
- Geometría Fractal, with Jorge G. Perera & Jorge H. Perera, Editorial Nueva Librería, 2nd edition, ISBN 978-987-1104-45-1, 2007
- Cálculo Superior, 1st. Editorial Nueva Librería, ISBN 978-987-1104-72-7, 2009.
- From the Golden Mean to Chaos, 3rd Edition, Editorial Nueva Librería, ISBN 978-987-1104-83-3, Junio 2010.
- Forma y matemática: La familia de Números Metálicos en Diseño, 1st. Edition. Buenos Aires: Nobuko. Ediciones FADU, Serie Difusión 22. ISBN 978-987-584-319-6, 2011
- Forma y matemática II: Fractales y forma, 1st. Edition. Buenos Aires: Nobuko. Ediciones FADU, Serie Difusión 24. ISBN 978-987-584-448-3, 2012

## Artigos
- "Sistemas Estructurados y Creatividad", Keynote Speaker Open Lecture for the International Mathematics & Design Conference MyD-95, October 23–27, 1995, FADU, Buenos Aires, Argentina. Proc. ISBN 950-29-0363-3, 1996
- "La familia de números metálicos en Diseño". Primer Seminario Nacional de Gráfica Digital, Sesión de Morfología y Matemática, FADU, UBA, 11-13 de junio de 1997. Volumen II,  OCLC 807352577
- "On Characterization of the Onset to Chaos", Chaos, Solitons and Fractals 8 (10): 1631–1643, 1997
- "New Smarandache sequences", Proceedings of the First International Conference on Smarandache type Notions in Number Theory, ed. C. Dumitrescu & V. Seleacu, University of Craiova, 21–24 August 1997, American Research Press, Lupton, ISBN 1-879585-58-8, 1997, pp. 81–116
- "Una nueva familia de números", Anales de la Sociedad Científica Argentina 228 ( 1): 101–107, 1998
- "Triangulature in Andrea Palladio", Nexus Network Journal, Architecture and Mathematics on line
- "A new family of irrational numbers with curious properties", Humanistic Mathematics Network Journal 19: 33–37, ISSN 1065-8297, marzo 1999
- "The Metallic Means family and multifractal spectra", Nonlinear Analysis 36: 721–745, 1999
- "The Golden Mean and its many relatives", First Interdisciplinary Conference of The International Society of the Arts, Mathematics and Architecture ISAMA 99, San Sebastián, Spain, 7–11 June 1999. Editors: Nathaniel A. Friedman and Javier Barrallo. ISBN 84-930669-0-7, pp. 453–460
- "The family of Metallic Means", Visual Mathematics I ( 3) 1999
- "The family of Metallic Means", Symmetry: Culture and Science. The Quarterly International Society for the Interdisciplinary Study of Symmetry (ISIS-Symmetry) 10 ( 3-4): 317–338, 1999
- "The Metallic Means family and Renormalization Group Techniques", Proceedings of the Steklov Institute of Mathematics, Suppl. 1, 2000, pp. S194-S209
- "Fracciones continuas y la teoría de las proporciones de Palladio", ICVA Primer Congreso Virtual de Arquitectura, December 1999 to January 2000
- "Half-regular Continued Fraction Expansions and Design", Journal of Mathematics & Design 1 ( 1) marzo 2001
- "Continued Fraction Expansions and Design", The Proceedings of Mathematics & Design 2001, The Third International Conference, 3 a 5 de julio de 2001, The School of Architecture & Building, The School of Computing & Mathematics, Deakin University, Geelong, Australia, ISBN 0-7300-2526-8
- "Geometric representation of purely periodic Metallic Means", with Martín L. Benarroch, Walter L. Geler and Stella M. Sirianni, Journal of Mathematics & Design 1 ( 2) summer 2001, ISSN 1515-7881
- "The metallic means family and forbidden symmetries", International Mathematical Journal 2 (3): 279–288, 2002
- "The Set of Silver Integers", Journal of Mathematics & Design 2 ( 1) 2002
- "Symmetry Groups in Mathematics, Architecture and Art", Special issue of the papers presented at the Matomium Euro-Workshop 2002. Editó Department of Architecture Sint-Lucas, Brusel, Belgic. Symmetry: Art and Science 2 (new serie, 1-4): 385–403, 2002, ISSN 1447-607X
- "Geometría Fractal y Geometría Euclidiana", Revista de Educación y Pedagogía, Medellín, Colombia, Universidad de Antioquia, Facultad de Educación, vol. XV, Nro. 35, pp. 83–93, January–April 2003, ISSN 0121-7593
- "Number theory and Art", ISAMA-Bridges 2003. Conference Proceedings of Meeting Alhambra, University of Granada, Granada, España. Editores: Javier Barrallo, Nathaniel Friedman, Reza Sarhangi, Carlo Séquin, José Martínez, Juan A. Maldonado. ISBN 84-930669-1-5. pp. 415–423, 2003
- "La familia de Números Metálicos", Cuadernos del Cimbage, Instituto de Investigaciones en Estadística y Matemática Actuarial, Facultad de Ciencias Económicas, UBA, No. 6, pp. 17–45, ISSN 1666-5112, Mai 2004
- "Generalized Silver Means Subfamily", Journal of Mathematics & Design 6 ( 1): 53–59, 2007. Editorial Nueva Librería ISBN 978-987-1104-52-9
- "Orígenes Históricos del Número de Plata y sus Applicaciones en Arquitectura", Journal of Mathematics & Design 6 ( 1): 93–99, 2007. Editorial Nueva Librería ISBN 978-987-1104-52-9
- "Conceptos fractales aplicados al Diseño", Actas del Primer Congreso Internacional de Matemáticas en Ingeniería y Arquitectura, Universidad Politécnica de Madrid, Mai 30 to June 2007, pp. 137–146,  ISBN 978-84-7493-381-9
- "Applicaciones de Geometría Fractal en el campo de la construcción", Actas del Primer Congreso Internacional de Matemáticas en Ingeniería y Arquitectura, Universidad Politécnica de Madrid, Mai 30 to June 2007, pp. 215–220, ISBN 978-84-7493-381-9
- "Espirales asociadas a los Números Metálicos", in collaboration with Antonia Redondo Buitrago, 5th Mathematics & Design International Conference, Blumenau, Brasil, July 1–4, 2007, ISBN 85-7114-175-4
- "Golden and Metallic Means in modern Mathematics and Physics", Proceedings of the 13th International Conference on Geometry and Graphics, August 4–8, 2008, ISBN 978-3-86780-042-6.
- "On plastic numbers in the plane", in collaboration with Antonia Redondo Buitrago, Proceedings of the 13th International Conference on Geometry and Graphics, August 4–8 de 2008, ISBN 978-3-86780-042-6.
- "Visualización y tecnología", Cuadernos del Cimbage, Instituto de Investigaciones en Estadística y Matemática Actuarial, Facultad de Ciencias Económicas, UBA, No. 10, pp. 1–16, ISSN 1666-5112, Mai 2008.
- "Characterization of the onset to chaos in Economy", Proceedings of the Seventh All-Russian Conference on Financial and Actuarial Mathematics and Related Fields FAM´2008, Part 2, pp. 250–265, ISBN 978-5-7638-0999-2.
- "Intersection of Mathematics & Arts", Proceedings of the Seventh All-Russian Conference on Financial and Actuarial Mathematics and Related Fields FAM´2008, Part 2, pp. 265– 284, ISBN 978-5-7638-0999-2.
- "Herramientas matemáticas para la arquitectura y el diseño", in collaboration with Hernán S. Nottoli. 1st. Edition – Buenos Aires Nobuko October 2008, ISBN 978-987-584-156-7.
- "Dynamic Geometrical Constructions based on the Golden Mean", in collaboration with Antonia Redondo Buitrago, Slovak Journal for Geometry and Graphics, Vol. 5, No. 10, pp. 27–39, 2008, ISSN 1336-524X.
- "Characterization of the onset to Chaos in Economy", Cuadernos del Cimbage, Instituto de Investigaciones en Estadística y Matemática Actuarial, Facultad de Ciencias Económicas, UBA, No. 11, pp. 25–38, ISSN 1666-5112 (print version). ISSN 1669-1830 (on line version), 2009.
- "La proporción: arte y matemáticas", in collaboration with J. Jiménez (coord.), O. J. Abdounur, E. Badillo, S. Balbás, F. Corbalán, J. M. Dos Santos, M. Edo, J. A. García Cruz and A. Masip. Editorial GRAO, Barcelona, Spain, ISBN 978-84-7827-777-3. 1ra. Edition November 2009.
- "Towards van der Laan´s Plastic Number in the Plane", in collaboration with Antonia Redondo Buitrago, Journal for Geometry and Graphics, Vol. 13, Number 2, pp. 163–175, 2009, ISSN 1433-8157.
- "Sobre los sistemas de proporciones áureo y plástico y sus generalizaciones", in collaboration with Antonia Redondo Buitrago, Journal of Mathematics & Design, Vol. 9, Number 1, pp. 15–34, 2009, ISSN 1515-7881.
- "Arte fractal", AREA Agenda de reflexión en Arquitectura, Diseño y Urbanismo, No. 15, pp. 89–90. Octubre 2009, ISSN 0328-1337.
- "Nuevas propiedades de la Familia de Números Metálicos", in collaboration with Antonia Redondo Buitrago.  Special Edition with the Proceedings of M&D-2007 5th International Conference of Mathematics & Design, Journal of Mathematics & Design, vol. 7, No. 1, pp. 53–65. ISSN 1515-7881, ISBN 978-85-7114-175-4 Erro de parâmetro em {{ISBN}}: soma de verificação, OCLC 804261185, 2009.
- "Paper folding constructions to the Mean Values of van der Laan and Rosenbusch", in collaboration with Gunter Weiss, International Conference on Geometry and Graphics, 2010, Kyoto, Japan. Proceedings publish in DVD, ISBN 978-499-0096717.
- "Use of the powers of the members of the Metallic Means Family in artistic  Design", 10th International Conference APLIMAT 2011, Faculty of Mechanical Engineering, Slovak University of Technology in Bratislava, section: Mathematics & Art. February 1–4, 2011.
- "Sistemas de proporciones generalizados: aplicaciones", in collaboration with Antonia Redondo Buitrago. Edition especial con los Proceedings de M&D-2010 6th International Conference of Mathematics & Design, Journal of Mathematics & Design, vol. 10, No. 1, pp. 35–43. ISSN 1515-7881, ISBN 978-987-27417-0-9, 2011.
- "Remarks to classical cubic problems and the mean values of van der Laan and Rosenbusch", in collaboration with Gunter Weiss. Edition especial con los Proceedings de M&D-2010 6th International Conference of Mathematics & Design, Journal of Mathematics & Design, vol. 10, No. 1, pp. 43–51. ISSN 1515-7881, ISBN 978-987-27417-0-9, 2011.
- "Fractal art and coloring algorithms", Experience-centered Approach and Visuality in The Education of Mathematics and Physics, pp. 221–222, ISBN 978-963-9821-52-1, 2012.
- "Generalizing the Golden Spiral", in collaboration with Antonia Redondo Buitrago. Journal of Mathematics & Design, vol. 11, No. 1, pp. 109–117, ISSN 1515-7881, 2012.
- "Fractal Geometry and Design", Summer School "Structure – Sculpture" – Rebuilding ULM Pavilion, FADU, UBA. Journal of Mathematics & Design, vol. 11, No. 1, pp. 141–151, ISSN 1515-7881, 2012.
- "The Metallic Means Family ", Summer School "Structure – Sculpture" – Rebuilding ULM Pavilion, FADU, UBA. Journal of Mathematics & Design, vol. 11, No. 1, pp. 151–159, ISSN 1515-7881, 2012.
- "Del Número de Oro al caos", 2nd. Edition. Editorial Nueva Librería, Buenos Aires. ISBN 978-987-1871-17-9, 2013.
- "Visualización y tecnología aplicados al Diseño", 8o. Encuentro de Docentes de Matemática en carreras de Arquitectura y Diseño de Universidades Nacionales del Mercosur, August 14–16, 2013, Facultad de Arquitectura, Urbanismo y Diseño, Universidad Nacional de San Juan,  San Juan Argentina. Digital publication. ISBN 978-950-605-756-5.
- "From George Odom to a new system of Metallic Means", in collaboration with Gunter Weiss, VII Conferencia Internacional de Matemática y Diseño M&D-2013 (02-06 Septiembre 2013), Facultad de Arquitectura y Urbanismo, Universidad Nacional de Tucumán, San Miguel de Tucumán, Argentina. Proceedings publish in vol. 13 Journal of Mathematics & Design, pp. 71–86, ISBN 978-987-27417-2-3, 2014.
- "Cordovan spirals", in collaboration with Antonia Redondo Buitrago, VII Conferencia Internacional de Matemática y Diseño M&D-2013 (02-06 Septiembre 2013), Facultad de Arquitectura y Urbanismo, Universidad Nacional de Tucumán, San Miguel de Tucumán, Argentina. Proceedings publish vol. 13 Journal of Mathematics & Design, pp. 124–145, ISBN 978-987-27417-2-3, 2014.
- "Bi-Arc spirals in Minkowski planes", in collaboration with Gunter Weiss. Proceedings of the 16th International Conference on Geometry and Graphics ICGG 2014, Innsbruck (04-8 August 2014), Eds. Hans-Peter Schröder and Manfred Hosty, Innsbruck University Press, pp- 115-120, 2014.
- "Generalized Metallic Means Family". Proceedings of the 16th International Conference on Geometry and Graphics ICGG 2014, Innsbruck (04-8 August 2014), Eds. Hans-Peter Schröder and Manfred Hosty, Innsbruck University Press, pp- 459-465, 2014.

## Prêmios
- Medalla de oro 30.º docencia universitaria UBA[6]
- 2010: Professora Emérita UBA